# Anselmo Bersano
Anselmo Bersano (Genova, 4 settembre 1903 – Imperia, 23 aprile 1998) è stato un musicista italiano.
Chitarrista e didatta, allievo di Miguel Llobet, fu anche compositore.

## Biografia
Studia inizialmente il pianoforte e quindi il violino con Francesco Sfilio. All'inizio degli anni venti, aiutato da Gilberto Govi, si trasferisce a Parigi. Frequenta il compositore polacco Romain Worchech e  Django Reinhardt per mediazione del quale, in qualità di inviato per la rivista La chitarra di Bologna, intervisterà Ida Presti. Fra le altre conoscenze di quel periodo sono determinanti quelle con Emilio Pujol e Miguel Llobet.

Vive a Nizza dal 1932 sino allo scoppio della guerra; prosegue l'attività concertistica, oltre a quella di corrispondente per le riviste La Chitarra di Bologna ed Il Plettro di Milano. Pubblica con le edizioni Dreyer (Nizza), Ver Luisant (Parigi), Biblioteca Fortea (Madrid), Vizzari (Milano).

Consegue il terzo premio al VII Concorso di Composizione organizzato dalla rivista Il Plettro (1937).
Dopo la dichiarazione di guerra alla Francia torna clandestinamente in Italia dove, superando varie difficoltà, soltanto negli anni sessanta riprende l'attività di insegnamento.

## L'attività
Mentre l'attività di compositore si svolge in tono decisamente minore (scrisse per lo più pezzi d'occasione fortemente influenzati dalla moda chitarristica dell'epoca), quella didattica merita di essere considerata. Bersano è stato sostenitore in Italia di un atteggiamento che troverà larga diffusione grazie soprattutto alle pubblicazioni di Emilio Pujol e Abel Carlevaro, basato su un approccio razionale (forse in parte ereditato dalla tecnica violinistica di Francesco Sfilio) al problema tecnico da affrontare.